# Monika Hess
Monika Hess-Wicki, švicarska alpska smučarka, * 24. marec 1964, Stans.
Nastopila je na Olimpijskih igrah 1984, kjer je bila enajsta v slalomu in petnajsta v veleslalomu. V svetovnem pokalu je tekmovala šest sezon med letoma 1981 in 1987 ter dosegla eno zmago v kombinaciji in še eno uvrstitev na stopničke v slalomu. V skupnem seštevku svetovnega pokala je bila najvišje na 24. mestu leta 1984, leta 1986 je bila sedma v kombinacijskem seštevku.
Tudi njena sestra Erika Hess je bila alpska smučarka.